# Union (Town, Burnett County)
Die Town of Union ist eine von 21 Towns im Burnett County im US-amerikanischen Bundesstaat Wisconsin. Das U.S. Census Bureau hat bei der Volkszählung 2020 eine Einwohnerzahl von 345 ermittelt.
Town hat in Wisconsin eine grundlegend andere Bedeutung, als im übrigen englischsprachigen Bereich. Vielmehr entspricht sie den in den anderen US-Bundesstaaten üblichen Townships, die nach dem County die nächstkleinere Verwaltungseinheit bilden.

## Geografie
Die Town of Union liegt im Nordwesten Wisconsins am südwestlichen Ufer des zum Stromgebiet des Mississippi gehörenden St. Croix River, der die Grenze zu Minnesota bildet.
Die geografischen Koordinaten des Zentrums der Town of Union sind 45°56′01″ nördlicher Breite und 92°28′27″ westlicher Länge. Sie erstreckt sich über eine Fläche von 98,1 km², die sich auf 89,3 km² Land- und 8,8 km² Wasserfläche verteilen. 
Die Town of Union liegt im Westen des Burnett County und grenzt an folgende Nachbartowns und -townships:
| Clover Township (Pine County, Minnesota) | Ogema Township (Pine County, Minnesota)     | Town of Swiss   |
| Crosby Township (Pine County, Minnesota) | Kompassrose, die auf Nachbargemeinden zeigt | Town of Oakland |
| Town of West Marshland                   | Town of Lincoln                             | Town of Meenon  |

## Verkehr
Der County Highway F verläuft in West-Ost-Richtung durch die Town und trifft im Osten auf den County Highway U. Alle weiteren Straßen sind untergeordnete Landstraßen,  teils unbefestigte Fahrwege sowie innerörtliche Verbindungsstraßen.
Mit dem Burnett County Airport befindet sich rund 15 km südöstlich ein kleiner Flugplatz. Der nächste Großflughafen ist der Minneapolis-Saint Paul International Airport (170 km südsüdwestlich).

## Bevölkerung
In der Town of Union existieren keine Siedlungen. Die Bevölkerung lebt in einzeln stehenden Häusern verstreut über das gesamte Gebiet.
Nach der Volkszählung im Jahr 2010 lebten in der Town of Union 340 Menschen in 163 Haushalten. Die Bevölkerungsdichte betrug 3,8 Einwohner pro Quadratkilometer. In den 163 Haushalten lebten statistisch je 2,09 Personen. 
Ethnisch betrachtet setzte sich die Bevölkerung zusammen aus 92,6 Prozent Weißen, 3,5 Prozent amerikanischen Ureinwohnern sowie 0,3 Prozent (eine Person) Asiaten; 3,5 Prozent stammten von zwei oder mehr Ethnien ab. 
16,8 Prozent der Bevölkerung waren unter 18 Jahre alt, 52,3 Prozent waren zwischen 18 und 64 und 30,9 Prozent waren 65 Jahre oder älter. 50,6 Prozent der Bevölkerung war weiblich.
Das mittlere jährliche Einkommen eines Haushalts lag bei 42.578 USD. Das Pro-Kopf-Einkommen betrug 22.218 USD. 21,8 Prozent der Einwohner lebten unterhalb der Armutsgrenze.